# Cassady McClincy
Cassady McClincy Zhang (Los Angeles, 1º settembre 2000) è un'attrice statunitense, nota per la sua interpretazione di Lydia nella serie televisiva horror-drammatica The Walking Dead.

## Biografia
Cassady è figlia di Dayla McClincy, mentre il padre non è noto.  McClincy ha fatto la sua prima apparizione sullo schermo all'età di dieci anni in Il mago di Agni nel 2010. Nello stesso anno, ha interpretato una studentessa in un cortometraggio Five Smooth Stones. In seguito è apparsa in un piccolo ruolo della sesta stagione di Drop Dead Diva.  Ha anche interpretato un altro ruolo ricorrente nella prima stagione di Costantino. Nel 2017, ha fatto un'apparizione ricorrente nella serie originale di Netflix Ozark. 
Nell'agosto 2018 viene annunciato il suo inserimento all'interno del cast di The Walking Dead nei panni di Lydia; ruolo che ha ricoperto dalla nona stagione fino all'ultima, nel 2022.
Il 20 aprile 2023 si unisce al cast del thriller The Snare, diretto da Merlin Camozzi, dove affiancherà Dempsey Bryk, Lucy Walters e Royce Johnson.

## Filmografia

### Cinema
- The Wizard of Agni, regia di Ken Feinberg (2010)
- Let the Lion Roar, regia di Vanessa Frank (2014)
- The Unexpected Bar Mitzvah, regia di Chip Rossetti e Donald James Parker (2015)
- Crimes and Mister Meanors, regia di Jason Prisk (2015)
- Tuo, Simon (Love, Simon), regia di Greg Berlanti (2018)
- Poor Jane, regia di Katie Orr (2018)
- Do Revenge, regia di Jennifer Kaytin Robinson (2022) – non accreditata

### Televisione
- It's Supernatural – serie TV, episodio 9x21 (2013)
- Drop Dead Diva – serie TV, episodio 6x07 (2014)
- Constantine – serie TV, episodio 1x13 (2015)
- Good Behavior – serie TV, episodio 1x06 (2016)
- Ozark – serie TV, episodio 1x06 (2017)
- Daytime Divas – serie TV, 4 episodi (2017)
- Lore - Antologia dell'orrore (Lore) – serie TV, episodio 1x05 (2017)
- Castle Rock – serie TV, 4 episodi (2018)
- The Walking Dead – serie TV, 33 episodi (2019-2022)

### Cortometraggi
- Five Smooth Stones, regia di Roxzane T. Mims (2010)
- Backtrack, regia di Kristina Arjona (2015)
- The Visitor, regia di Paul Jenkins (2017)

## Riconoscimenti
Academy of Science Fiction, Fantasy & Horror Films
- 2021 – Candidatura alla miglior giovane attrice in una serie televisiva per The Walking Dead

CinEuphoria Awards
- 2020 – Premio d'onore per il cast di The Walking Dead

## Doppiatrici italiane
Nelle versioni in italiano delle opere in cui ha recitato, Cassady McClincy è stata doppiata da:
- Sara Labidi[4] in The Walking Dead[5]
- Laura Valastro[6] in Lore[7]